# Linjia
Die Linjia-Stätte (chinesisch 林家遗址, Pinyin Línjiā yízhǐ) ist eine neolithische Fundstätte der Majiayao-Kultur im Autonomen Kreis der Dongxiang des Autonomen Bezirkes Linxia der Hui in der chinesischen Provinz Gansu. Sie wurde 1978 ausgegraben.
Ein dort gefundenes kleines Bronzemesser wird auf 3000 v. Chr. datiert, es ist das früheste Metallobjekt dieser Region. Die Linjia-Stätte (Linjia yizhi) steht seit 2006 auf der Liste der Denkmäler der Volksrepublik China (6-202).